# Newcastle Breakers FC
Newcastle Breakers FC – australijski klub piłkarski z siedzibą w mieście Newcastle. Klub powstał na bazie zespołu Newcastle Austral, który został założony w 1951 roku przez europejskich imigrantów. Klub w latach 1991–2000 (bez sezonu 1994–95) występował w krajowej lidze National Soccer League (NSL). W roku 2000 Newcastle Breakers nie otrzymał licencji na występowanie w NSL w kolejnym sezonie od Soccer Australia i klub został rozwiązany. Wówczas licencja została wykupiona przez biznesmena Con Constantine, który założył zespół Newcastle United Jets FC.

## Statystyki sezonów w NSL
| Sezon   | Miejsce      | Mecze | Wygrane | Zremisowane | Przegrane | Bramki    | Punkty |
| ------- | ------------ | ----- | ------- | ----------- | --------- | --------- | ------ |
| 1991–92 | 11           | 26    | 7       | 8           | 11        | 28 - 39   | 22     |
| 1992–93 | 8            | 26    | 10      | 8           | 8         | 38 - 29   | 38     |
| 1993–94 | 12           | 26    | 5       | 8           | 13        | 28 - 47   | 23     |
| 1995–96 | 12           | 33    | 4       | 5           | 24        | 35 - 77   | 17     |
| 1996–97 | 11           | 26    | 7       | 9           | 10        | 40 - 46   | 30     |
| 1997–98 | 13           | 26    | 4       | 9           | 13        | 30 - 50   | 21     |
| 1998–99 | 8            | 28    | 11      | 7           | 10        | 29 - 33   | 40     |
| 1999–00 | 7            | 34    | 14      | 9           | 11        | 44 - 44   | 51     |
|         | Podsumowanie | 225   | 62      | 63          | 100       | 272 - 365 | 242    |

Źródło: www.ozfootball.net.